# 名蔵橋

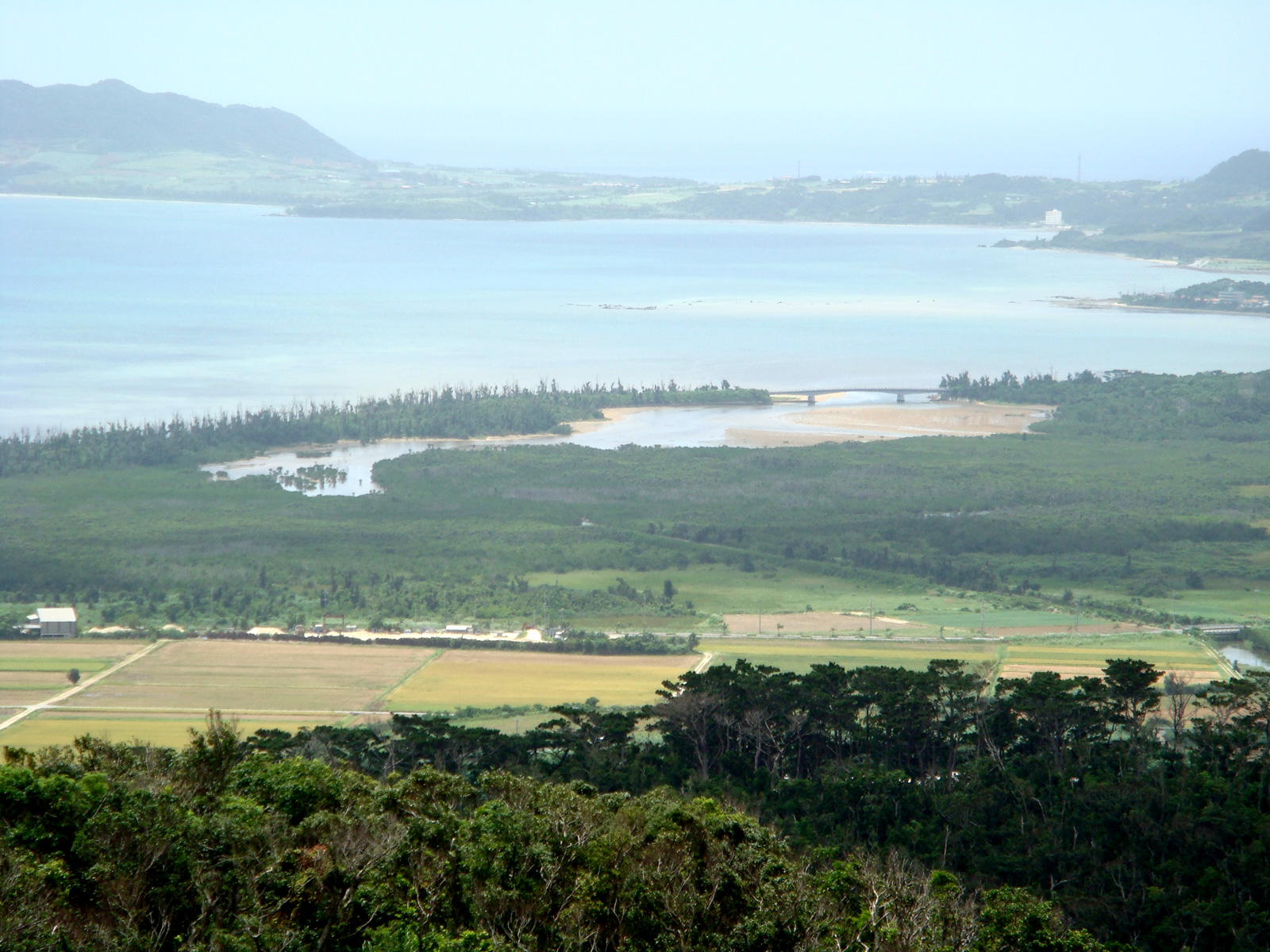
名蔵アンパルと名蔵大橋（バンナ公園から）

名蔵橋（なぐらばし）は、沖縄県石垣市の石垣島西部を流れる名蔵川の河口に架かる橋である。

## 歴史
島内交通の要所で、当初は木造であった。18世紀中頃に断橋したため、その後は干潮時に浅瀬を渡川していた。乾隆32年（1767年）に石垣島を視察した与世山親方の命令により、耐久性の高い自然石による架橋を目指したが着工されなかった。しかし、その後も渡川時に水難事故が相次ぎ、乾隆40年（1775年）に丸木橋が設けられた。その後も石橋架橋の命令は出たが、実現したのは近世末期である。
現在は、砂洲の北側に名蔵大橋、南側に名蔵小橋が架かり、南部の市街地と北西部を結んでいる。名蔵大橋は明治以降、何度も架け替えられている。第二次世界大戦後の1950年（昭和25年）2月28日には、戦前に途中まで造られていたコンクリート橋に鉄橋を継ぎ足した橋が開通した。その後、鉄橋部分が腐食したため、全体を鉄筋コンクリート構造とした橋が1963年（昭和38年）5月に開通している。現在の橋は、1984年（昭和59年）2月1日に開通したものである。
また、小橋の下の流れをアンパルミジュ（網張溝）と呼んでいる。